# Einfach-Raus-Ticket
Az Einfach-Raus-Ticket az ÖBB-Personenverkehr AG csomagajánlata kis csoportok számára a regionális vonatokon. 2022-ben a jegy ára 35, 39, 43 és 47 euró 2, 3, 4 és 5 fő részére, az Einfach-Raus-Radticket, amellyel már kerékpárt is lehet szállítani, 44, 48, 52 és 56 euróba kerül 2, 3, 4 és 5 fő részére. Ára a normál vonatjegyekhez viszonyítva annyira olcsó, hogy még egy fő utazása esetén is megérné a kétfős jegyet megvásárolni, ám az egyedüli utazást, még érvényes jegy birtokában sem, az üzletszabályzat nem engedi.

## Érvényesség
| Hétfőtől péntekig                          | Szombaton, vasárnap és ünnepnapokon        |
| ------------------------------------------ | ------------------------------------------ |
| 09:00 órától a következő nap 03:00 órájáig | 00:00 órától a következő nap 03:00 órájáig |

A 2007. március 21-én bevezetett jegy hétfőtől péntekig 9:00 és másnap 3:00 óra között; szombaton, vasárnap és ünnepnapokon 0:00 és másnap 3:00 óra között érvényes. A bérlet legalább két és legfeljebb öt személy együtt utazására érvényes, és kiscsoportok vagy családok számára tetszőleges számú utazást tesz lehetővé az ÖBB-Personenverkehr és a GYSEV helyi vonatain (regionális vonat, regionális expressz, CityjetXpress, S-Bahn). Az Einfach-Raus-Tickettet nem fogadják el a távolsági vonatokon, a kirándulóforgalomban közlekedő szezonális vonatokon és más vasúttársaságok vonatain, kivéve a kerékpárszállítás nélküli Lokalbahn Wien-Baden vonatokat.
Az Einfach-Raus-Ticketet jegykiadó automatákból, interneten, telefonos ügyfélszolgálaton és az állomáspultokon keresztül lehet megvásárolni. Különlegességként a Deutsche Bahn AG jegyautomatáinál is elérhető. Az Einfach-Raus-Ticketet más dél-németországi közlekedési társaságok, például a Meridian vagy a Berchtesgadener Land Bahn jegyautomatáinál is meg lehet vásárolni. Cserébe az ÖBB jegykiadó automatáiban is árusítják a Bayern-Ticketet, amely az Einfach-Raus-Tickethez hasonló.
A Deutsche Bahn Schönes-Wochenende-Ticket és a Länderticket esetében szerzett tapasztalatai alapján az ÖBB bevezette a minimális résztvevői létszámot, valamint a jegy elején az utasok számának feltüntetését. Ez a jegyek illegális továbbértékesítésének megnehezítését szolgálja. Ezen túlmenően egy akadályt kellett felállítani az egyedül utazók számára, akik esetleg hajlandóak kifizetni a normál árhoz képest jelentősen olcsóbb, 35 eurós árat, de nem találnak utastársat az olykor igen hosszú vonatútra. A német all inclusive jegyekkel ellentétben az utasoknak a teljes utat együtt kell megtenniük. A csoport méretének csökkentése vagy növelése, ahogyan az Németországban megengedett lenne, Ausztriában tilos.
A 2018. december 9-i menetrendváltás óta az Einfach-Raus-Ticket már nem érvényes Vorarlbergben.

## Lásd még
- Quer-durchs-Land-Ticket, hasonló jegy Németországban
- Schönes-Wochenende-Ticket, hasonló jegy Németországban (csak szombaton és vasárnap, megszűnt 2019. június 8-án).
- Länderticket, hasonló jegy Németországban, amely egyetlen vagy több szövetségi államra korlátozódik.